# 湯尼·岡索林
安東尼·D·岡索林（英語：Anthony D. Gonsolin，1994年5月14日—），為美國職棒大聯盟的投手，目前效力於洛杉磯道奇。他在2016年美國職棒大聯盟選秀第9輪被道奇選走，並在2019年登上大聯盟。

## 職業生涯
2019年，岡索林從3A開季。6月26日，他完成大聯盟初登板。他主投4局失6分，還敲出大聯盟首安。7月30日，岡索林在大聯盟第二場出賽就拿下救援成功。8月5日，他成功拿下大聯盟首勝。整季他出賽11場比賽，拿下4勝2敗，防禦率2.93。
2020年，岡索林拿下2勝2敗，防禦率2.31。他在國聯冠軍賽第二場擔任先發，還在第七場擔任救援投手。總計他投了6.1局失7分吞下一敗。他在世界大賽第二場擔任先發，但他僅投1.1局失1分就退場，最後吞下敗投。他在第六場僅投1.2局便被敲出3支安打和2次保送失1分，不過最後道奇成功逆轉奪冠。最後岡索林在新人王拿下第四名。
2021年，岡索林因為右肩發炎而錯過開季，並到6月9日才重返先發輪值。他在7月份又受傷一次，並休息了近一個月。整季他拿下4勝1敗，防禦率3.23。他在國聯冠軍賽後援3場比賽，投了4局失5分。

## 外部連結
- 球員資訊和成績在MLB ，ESPN ，Baseball Reference ，Fangraphs ，The Baseball Cube （英文）
- 湯尼·岡索林的X（前Twitter）